# I su e giù di Steve Jobs
I su e giù di Steve Jobs (The Second Coming of Steve Jobs) è una biografia non autorizzata del 2001 dell'industriale Steve Jobs, divenuto famoso negli anni ottanta per aver cofondato l'Apple e ritornato agli onori della cronaca nel 2000 come proprietario degli studi di animazione Pixar e per aver risollevato l'Apple Computer grazie al lancio dell'iMac.

## Contenuto
Il libro racconta la vita di Jobs fin dagli esordi, quando con l'amico Steve Wozniak realizzava i primi affari (talvolta al limite della legalità, secondo l'autore). L'autore ripercorre la vita di Jobs dalla fondazione di Apple, la sua successiva defenestrazione, la fondazione della Next Computer, l'acquisto della Pixar e infine il ritorno in Apple con il risanamento della società. Nel libro sono descritti molti retroscena della storia dell'informatica di quegli anni e vengono messi in luce alcuni aspetti del carattere e del comportamento di Jobs non lusinghieri.
L'autore, oltre ad avere partecipato direttamente alla rivoluzione informatica della Silicon Valley, ha personalmente contattato decine di persone che hanno direttamente collaborato con Jobs nel corso degli anni. Il libro è infatti colmo di racconti dei momenti salienti della vita di Jobs e dell'atmosfera che si viveva nelle sue società; questi permettono al lettore di ottenere uno spaccato piuttosto realistico della frenesia durante lo sviluppo del progetto Macintosh e della lenta decadenza della Next Computer, quando verso la fine degli anni novanta era sul punto di fallire. L'autore appare molto puntiglioso, citando sempre le fonti che gli hanno permesso di ricostruire gli avvenimenti salienti (tranne le fonti che hanno espresso il loro desiderio a non essere esplicitamente citate).

## Edizioni
- Alan Deutschman, I su e giù di Steve Jobs, traduzione di Ester Dornetti, collana Arcanapop, Arcana, 2002,  p. 238, ISBN 88-7966-250-3.